# Гросрерсдорф
Гросрерсдорф (њем. Großröhrsdorf) град је у њемачкој савезној држави Саксонија. Једно је од 63 општинска средишта округа Бауцен. Према процјени из 2010. у граду је живјело 6.966 становника. Посједује регионалну шифру (AGS) 14625200.

## Географски и демографски подаци
Гросрерсдорф се налази у савезној држави Саксонија у округу Бауцен. Град се налази на надморској висини од 279 метара. Површина општине износи 26,4 km². У самом граду је, према процјени из 2010. године, живјело 6.966 становника. Просјечна густина становништва износи 263 становника/km².